# Hugh A. Haralson
Hugh Anderson Haralson (* 13. November 1805 bei Penfield, Greene County, Georgia; † 25. September 1854 in LaGrange, Georgia) war ein US-amerikanischer Politiker. Zwischen 1843 und 1851 vertrat er den Bundesstaat Georgia im US-Repräsentantenhaus.

## Werdegang
Hugh Haralson besuchte die öffentlichen Schulen seiner Heimat. Zeitweise erhielt er aber auch Privatunterricht. Danach studierte er am Franklin College, der heutigen University of Georgia. Nach einem Jurastudium und seiner 1825 erfolgten Zulassung als Rechtsanwalt begann er in Monroe in seinem neuen Beruf zu arbeiten. Im Jahr 1828 verlegte er seinen Wohnsitz und seine Anwaltskanzlei nach LaGrange. Dort wurde er auch in der Landwirtschaft tätig. Von 1838 bis 1850 war Haralson Mitglied der Staatsmiliz, in der er bis zum Generalmajor aufstieg. Politisch war Haralson Mitglied der von Präsident Andrew Jackson gegründeten Demokratischen Partei. In den Jahren 1831 und 1832 saß er als Abgeordneter im Repräsentantenhaus von Georgia; von 1837 bis 1838 gehörte er dem Staatssenat an.
Bei den staatsweit abgehaltenen Kongresswahlen des Jahres 1842 wurde er für das sechste Abgeordnetenmandat von Georgia in das US-Repräsentantenhaus in Washington, D.C. gewählt. Dort trat er am 4. März 1843 die Nachfolge von George Walker Crawford an. Nach drei Wiederwahlen konnte er bis zum 3. März 1851 vier Legislaturperioden im Kongress absolvieren. Seit 1845 vertrat er dort als Nachfolger von Duncan Lamont Clinch den vierten Wahlbezirk seines Heimatstaates. Während seiner Zeit im Kongress fand der Mexikanisch-Amerikanische Krieg statt, der mit einer bedeutenden territorialen Erweiterung des Staatsgebietes der USA im Westen und Südwesten des Landes endete. Zwischen 1843 und 1847 war Haralson Vorsitzender des Ausschusses für militärische Angelegenheiten.
1850 verzichtete er auf eine erneute Kandidatur für das US-Repräsentantenhaus. In den folgenden Jahren praktizierte er wieder als Anwalt. Er starb am 25. September 1854 in LaGrange.
Nach ihm ist Haralson County in Georgia benannt.